# Periscyphis dhofarensis
Periscyphis dhofarensis är en kräftdjursart som beskrevs av Taiti, Ferrara och Davolos 2000. Periscyphis dhofarensis ingår i släktet Periscyphis och familjen Eubelidae. Inga underarter finns listade i Catalogue of Life.